# Sam Witmitz
Sam Witmitz (17 maart 1985) is een Australisch wielrenner. In 2014 won hij drie etappes en het eindklassement in de Ronde van het Taihu-meer. 

## Overwinningen
2014
3e, 6e en 7e etappe Ronde van het Taihu-meer
Eind- en puntenklassement Ronde van het Taihu-meer

## Ploegen
- 2010 –  LeTua Cycling Team (vanaf 1-4)
- 2011 –  LeTua Cycling Team
- 2012 –  Team Budget Forklifts
- 2013 –  Team Raleigh
- 2014 –  Team Budget Forklifts
- 2015 –  Team Budget Forklifts

Cupitt · Davison · Herzig · Loft · McCarthy · McLeod · O'Brien · Ockerby · Spencer · Williams · Windsor · Witmitz
Berthou · Blain · Briggs · Britton · Christian · Hampton · Holmes · Lang · Moses · Norris · O'Brien · Oliphant · Scully · Stewart · Witmitz
Barry · Gough · Horgan · Kerrison · Nankervis · Prete · Roe · Simpson · Talbot · Vink · Williams · Witmitz · Wohler